# آدینیکورت
آدینیکورت (به فرانسوی: Audignicourt) یک کمون در فرانسه است که در ان (ا-دو-فرانس) واقع شده‌است. آدینیکورت ۵٫۶۶ کیلومتر مربع مساحت دارد ۷۹ متر بالاتر از سطح دریا واقع شده‌است.